# Nyirád, Veszprém
Nyirád  este un sat în districtul Ajka, județul Veszprém, Ungaria, având o populație de 1.997 de locuitori (2011). Până în secolul al XX-lea activitatea de bază era agricultura. În anul 1957 au intrat în producție mai multe mine de bauxită, care au funcționat până la inundarea lor în 1991.

## Demografie
Componența etnică a satului Nyirád
     Maghiari (94,55%)
     Romi (4,63%)
     Necunoscut (0,33%)
     Germani (0,5%)
     Alții (0,33%)
Componența confesională a satului Nyirád
     Romano-catolici (64,2%)
     Fără religie (8,51%)
     Reformați (2,75%)
     Necunoscută (23,59%)
     Luterani (0,95%)
     Alte religii (0,55%)
Conform recensământului din 2011, satul Nyirád avea 1.997 de locuitori. Din punct de vedere etnic, majoritatea locuitorilor (94,55%) erau maghiari, cu o minoritate de romi (4,63%). Apartenența etnică nu este cunoscută în cazul a 0,33% din locuitori.  Din punct de vedere confesional, majoritatea locuitorilor (64,2%) erau romano-catolici, existând și minorități de persoane fără religie (8,51%) și reformați (2,75%). Pentru 23,59% din locuitori nu este cunoscută apartenența confesională.